# 村井勝 (陸軍軍人)
村井 勝（むらい まさる、1883年（明治16年）12月24日 - 1968年（昭和43年）10月23日）は、大日本帝国陸軍軍人。最終階級は陸軍中将。

## 経歴
1883年（明治16年）に山口県で生まれた。陸軍士官学校第15期、陸軍砲工学校高等科第15期（優等）、東京帝国大学機械工学科卒業。1923年（大正12年）4月に陸軍造兵廠名古屋工廠千種機器製造所長に就任し、1925年（大正14年）12月に陸軍砲兵大佐に進級した。1928年（昭和3年）8月に陸軍造兵廠技術部長に転じ、1930年（昭和5年）6月に陸軍技術本部仏国駐在官に就任した。
1931年（昭和6年）8月1日に陸軍少将進級と同時に陸軍技術本部部員に就任し、1932年（昭和7年）4月に陸軍砲工学校砲兵科長を経て、1934年（昭和9年）8月に陸軍技術本部第3部長に就任した。1935年（昭和10年）8月1日に陸軍中将進級と同時に陸軍造兵廠小倉工廠長に就任し、1936年（昭和11年）8月1日に待命、8月28日に予備役に編入された。
1947年（昭和22年）11月28日、公職追放仮指定を受けた。